# Takijirō Ōnishi
Pour les articles homonymes, voir Onishi.
Takijirō Ōnishi (大西 瀧治郎, Ōnishi Takijirō), né le 2 juin 1891 à Ashida et mort le 16 août 1945 à Tokyo, est un amiral de la Marine impériale japonaise durant la Seconde Guerre mondiale, connu pour être le concepteur du corps des kamikaze.

## Biographie

### Jeunesse
Ōnishi naît dans le village d'Ashida (partie de l'actuelle ville de Tamba) dans la préfecture de Hyōgo. Il est diplômé de la 40e promotion de l'Académie navale impériale du Japon en 1912, classé 20e sur 144 cadets. Il effectue son service de midship sur le croiseur Soya et le croiseur de bataille Tsukuba et, après avoir été confirmé enseigne de vaisseau, est affecté sur le cuirassé Kawachi.
Enseigne de vaisseau de 1re classe, il est affecté sur le transport d'hydravions Wakamiya et participe au développement du Service aérien de la Marine impériale japonaise à ses débuts. Il est également envoyé au Royaume-Uni et en France en 1918 pour en savoir plus sur le développement de l'aviation militaire et son emploi au cours de la Première Guerre mondiale. À son retour, il est promu lieutenant de vaisseau et affecté au groupe aéronaval de Yokosuka de 1918 à 1920. Il continue à servir dans divers postes liés à l'aéronautique navale dans les années 1920 et est également instructeur de vol à Kasumigaura.
Promu capitaine de frégate, Ōnishi est affecté sur le porte-avions Hōshō le 10 décembre 1928 en tant que commandant du groupe aérien de ce porte-avions. Il est nommé commandant en second du porte-avions Kaga le 15 novembre 1932. Il occupe dans les années suivantes, à plusieurs reprises, les fonctions d'officier d'état-major au commandement de l'aviation navale. Il est promu capitaine de vaisseau, puis contre-amiral le 15 novembre 1939 et chef d'état-major de la 11e Flotte Aérienne (en).

Amiral Takijirō Ōnishi dans un cockpit, portant des vêtements de vol.

### Seconde Guerre mondiale
Au début de la campagne du Pacifique de la Seconde Guerre mondiale, il est chef de la division du développement de l'aviation navale au Ministère des Munitions et responsable de certains des détails techniques de l'attaque de Pearl Harbor en 1941 sous le commandement de l'amiral Isoroku Yamamoto. Ōnishi s'oppose à l'attaque au motif que cela conduira à une guerre à grande échelle avec un ennemi qui a les ressources pour forcer le Japon à une capitulation sans condition. Néanmoins, la 11e Flotte aérienne dont il est responsable joue un rôle décisif dans les opérations d'attaque des forces américaines dans les Philippines à partir de bases à Taiwan.
Le 1er mai 1943, il est promu vice amiral. En tant qu'amiral, Ōnishi est également très intéressé par la psychologie, en particulier celle liée aux réactions des soldats dans des circonstances critiques ; en 1938, il publie un livre sur ce sujet : « Guerre éthique de la marine impériale ».
Après octobre 1944 Ōnishi est commandant de la 1re flotte aérienne dans le nord des Philippines. Alors qu'il est généralement crédité d'avoir mis au point la tactique des attaques aériennes suicides (kamikaze) sur les porte-avions alliés, le projet lui est antérieur et l'un auquel il s'oppose à l'origine comme étant une « hérésie ». À la suite de la perte des îles Mariannes et face à l'ordre de détruire la flotte de porte-avions de l'U.S. Navy en préparation de l'opération « Sho », Ōnishi change d'avis et ordonne les attaques. Lors d'une rencontre sur le terrain d'aviation de Mabalacat (connu sous le nom Clark Air Base par les Américains) près de Manille le 19 octobre 1944, Ōnishi, qui visite le quartier général du 201e corps aérien de la marine, déclare « Pour moi, il n'y a qu'une seule façon d'assurer que notre maigre force sera efficace à un degré maximum. C'est d'organiser des unités d'attaques suicide composées de chasseurs A6M Zero armés de bombes de 250 kg, chaque avion s'écrasant en plongée sur un porte-avions ennemi ... Qu'en pensez-vous? ».
Il s'adresse à la première unité kamikaze et annonce que leur noblesse d'esprit protègera la patrie de la ruine même dans la défaite. Après son rappel à Tokyo, Ōnishi devient vice-chef de l'État-major de la marine impériale japonaise le 19 mai 1945.

### Décès
Ōnishi commet le suicide rituel (seppuku) dans ses quartiers le 16 août 1945 à la suite de la capitulation inconditionnelle du Japon à la fin de la Seconde Guerre mondiale. Dans sa note de suicide, il présente ses excuses auprès des quelque 4 000 pilotes qu'il a envoyés à la mort et exhorte tous les jeunes civils qui ont survécu à la guerre à travailler à la reconstruction du Japon et à la paix entre les nations. Il déclare également qu'il offre sa mort comme pénitence aux pilotes kamikaze et à leurs familles. En conséquence, il n'a pas recours à un kaishakunin (second) et meurt au bout de 15 heures des blessures qu'il s'est infligées.
L'épée avec laquelle Ōnishi s'est suicidé est conservée au musée militaire de Yūshūkan du Yasukuni-jinja à Tokyo. Ses cendres sont réparties dans deux tombes – l'une au Sōji-ji, temple zen de l'arrondissement de Tsurumi à Yokohama, et l'autre au cimetière public de l'ancien village d'Ashida, dans la préfecture de Hyōgo.

## Au cinéma
- L'acteur japonais Tōru Abe interprète le tôle d'Ōnishi dans le film Tora ! Tora ! Tora ! en 1970 (non crédité)[6]).
- Takijirō Ōnishi est également représenté dans la production en 1970 de la Toei Saigo no Tokkōtai[7] (最後の特攻隊, réalisé par Junya Satō), The Last Kamikaze en anglais.
- La Toei produit un film biographique en 1974 intitulé Ā Kessen Kōkūtai[8] (あゝ決戦航空隊, réalisé par Kōsaku Yamashita, Father of the Kamikaze en anglais.

### Liens connexes
- Kamikaze